# Magnetófono de casete

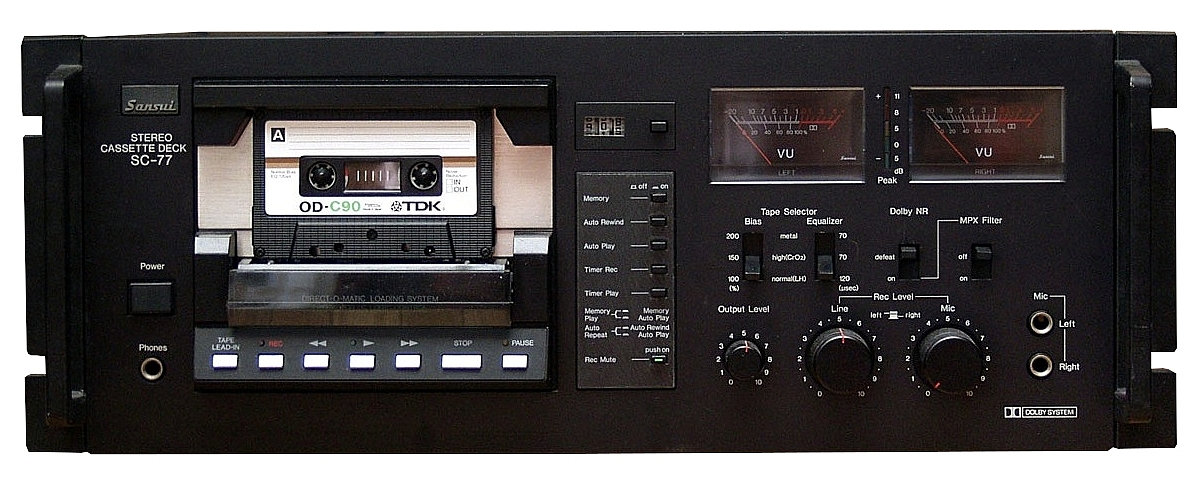
Consola reproductora de casetes de alta fidelidad Sansui SC-77 de 1979, también conocida como SC-5300 o 5330

Un magnetófono de casete o reproductor de casetes es un aparato eléctrico destinado a la reproducción o grabación magnética analógica de sonido. Se le llama así porque utiliza cintas magnéticas de audio en formato de casete compacto. La palabra «casete» es un préstamo lingüístico del francés cassette, palabra femenina que significa «pequeña caja», «cajita», «cajetín». Efectivamente, en un casete, la bobina de banda magnética se enrolla de manera sostenida gracias a la cajita de plástico que la protege.
A este tipo de aparato también se le llama en algunos países grabadora, radiograbador, casetera, tocacintas, pletina o simplemente, pasacasete. Cuando integra un receptor de radio, se le llama «radiocasete».
Los grabadores de casete que facilitan la duplicación de grabaciones, combinando una pletina reproductora con otra grabadora, se llamaban «equipos de doble pletina» (o «doble casetera» en algunos países). Estos equipos de doble pletina podían duplicar la copia o en tiempo real o a una velocidad superior. Las casas discográficas encargadas de realizar copias comerciales en casete utilizaban unos equipos conocidos como «duplicadores de casete» que podían hacer correr la cinta a 16, 32 o 64 veces la velocidad normal.
Con el advenimiento de la Revolución Digital los magnetófonos de casete han sido ampliamente abandonados, aunque algunos coleccionistas y nostálgicos siguen utilizándolos.

## Evolución histórica

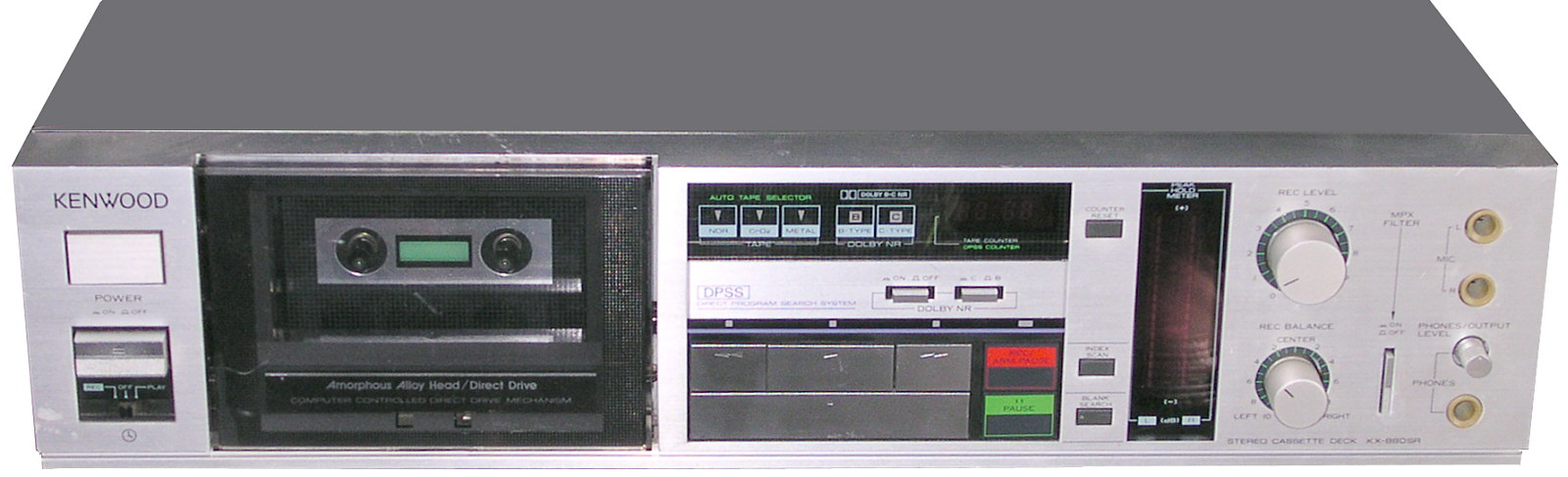
Reproductor de casetes Kenwood XX880SR.

En 1963, Philips lanzó al mercado los primeros reproductores-grabadores para cintas de casetes y las primeras cintas.
El casete tenía sentido porque el magnetófono no era un equipo de fácil transporte ni portátil, el casete, de mucho menor tamaño y compacto, quería solventar estos problemas y buscar esa franja de mercado que no estaba siendo cubierta.
Este «casete compacto» (marca registrada de la empresa Philips) fue patentado por primera vez en 1964 por la división en los Países Bajos de la Philips Company, pero el nuevo invento no adquirió relevancia hasta un tiempo después.
La drástica reducción de tamaño de las cintas de casete con respecto a la cinta de bobina abierta, en sus inicios, se tradujo en una calidad más pobre de sonido.
La viabilidad comercial del nuevo invento se fue introduciendo lentamente. Manteniendo el estándar patentado, se buscaron desarrollos que permitieran mejorar la calidad de sonido y facilitasen su aceptación sin reservas por parte de los usuarios. 
Al principio, entre finales de los años 60 y principio de los años 70, era tan pobre la demanda, que incluso se lanzaban los álbumes de música en casete después de que se hubieran puesto a la venta los LP. Este hecho es equivalente a lo que ocurre hoy en día con el cine, en el que las películas se estrenan primero en la gran pantalla y sólo tras un periodo de tiempo se ponen a la venta en el formato de DVD.
La poca demanda explica por qué los primeros casetes tenían inhabilitada la función de grabar, siendo sólo reproductores no grabadores. 
La calidad del sonido del casete mejoró notablemente con la introducción de los sistemas de audio Dolby, lo que atrajo a nuevos consumidores y las firmas Ampex, Sony y TDK empezaron a producirlos en masa.
Sony, a mediados de los años 70, patentó un nuevo formato de casete llamado "Elcaset". Las principales diferencias, con respecto al formato estándar de 1/8 de pulgada (3,2 mm) eran:
- La cinta era el doble de ancha con 1/4 de pulgada (6,4 mm).
- Debía reproducirse al doble de velocidad de 9,5 cm (3,7 pulgadas).

Aunque la calidad ofrecida por Elcaset era muy superior a la del formato 1/8 de pulgada (3,2 mm), el sistema de Sony no pasó de ser una mera curiosidad. Había llegado demasiado tarde, justo cuando el formato de 1/8 de pulgada (3,2 mm) estaba en pleno apogeo.
A finales de los años 70, la compañía japonesa TEAC comercializó un grabador multipista en casete. Lo denominó Portaestudio. 
Las características del portaestudio eran:
- La cinta corría al doble de la velocidad normal de 9,5 cm (3,7 pulgadas).
- Permitía la grabación de 4 pistas y, como en los magnetófonos multipista, cada pista podía grabarse por separado.
- Permitía la grabación sincrónica.

En 1980 apareció la cinta de metal de mayor calidad y las compañías discográficas empezaron a lanzar simultáneamente los discos de vinilo y las cintas de casete.
Paralelamente empezaron a aparecer los walkmans (pequeños reproductores de casetes portátiles con auriculares) que permitían al usuario escuchar su música en cualquier momento y en cualquier lugar. Los modelos de walkman además empezaron a incorporar sintonizadores de radio AM/FM, agregando aún más diversidad a lo que un usuario podría programar. Los walkmans fueron muy populares en las décadas de 1980 y 1990, protagonizando una revolución social semejante a la de los reproductores de MP3 en los años 2000. El usuario podía grabar en una cinta la selección de música que creyera oportuna y llevarla allí donde quisiese.[cita requerida]
En 2018 una nueva generación de reproductores de casetes analógicos, ha surgido con compañías de Estados Unidos y Europa.